# Kiefhölzer Teich

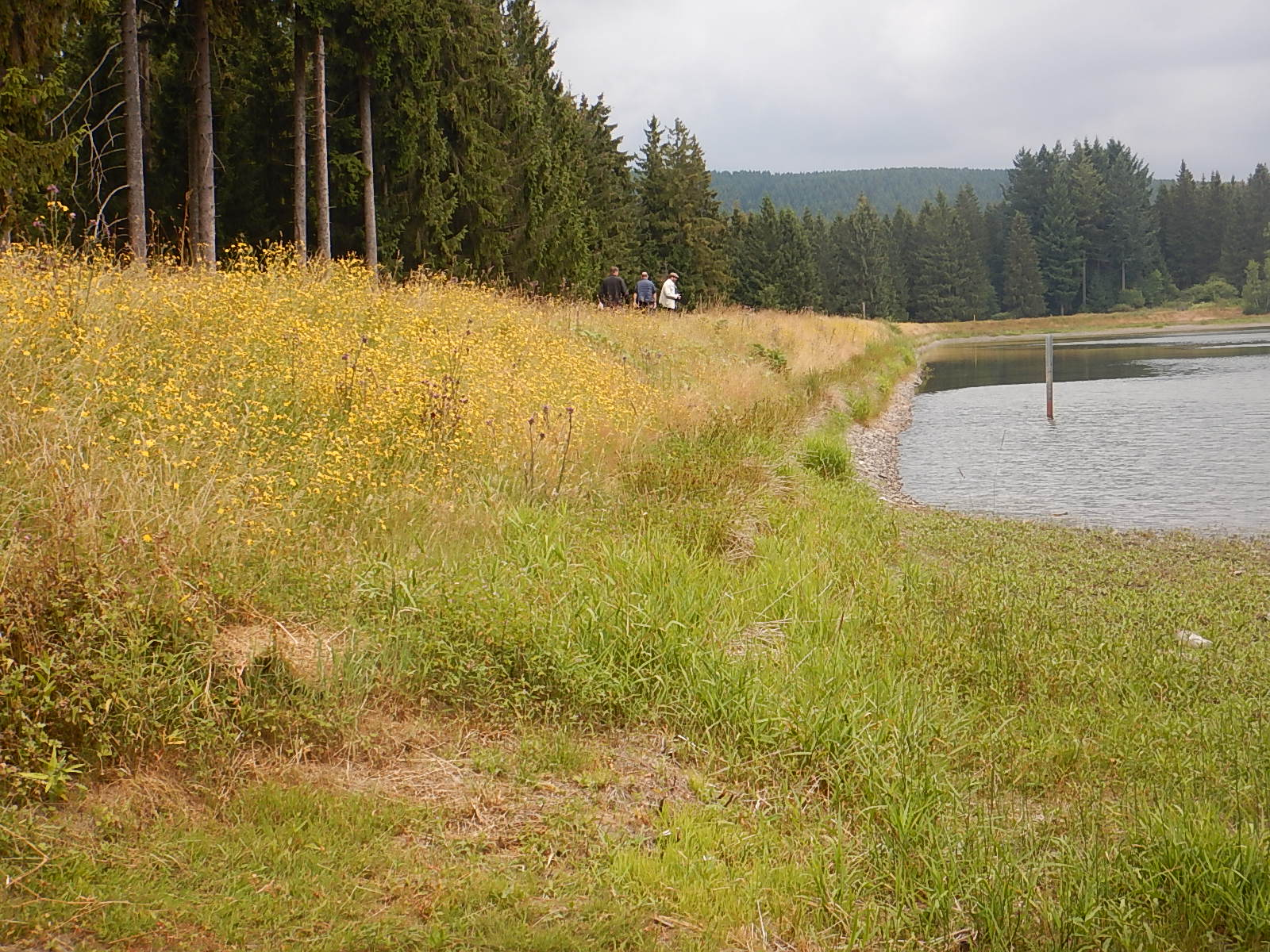
Wasserseitige Dammböschung des Kiefhölzer Teiches

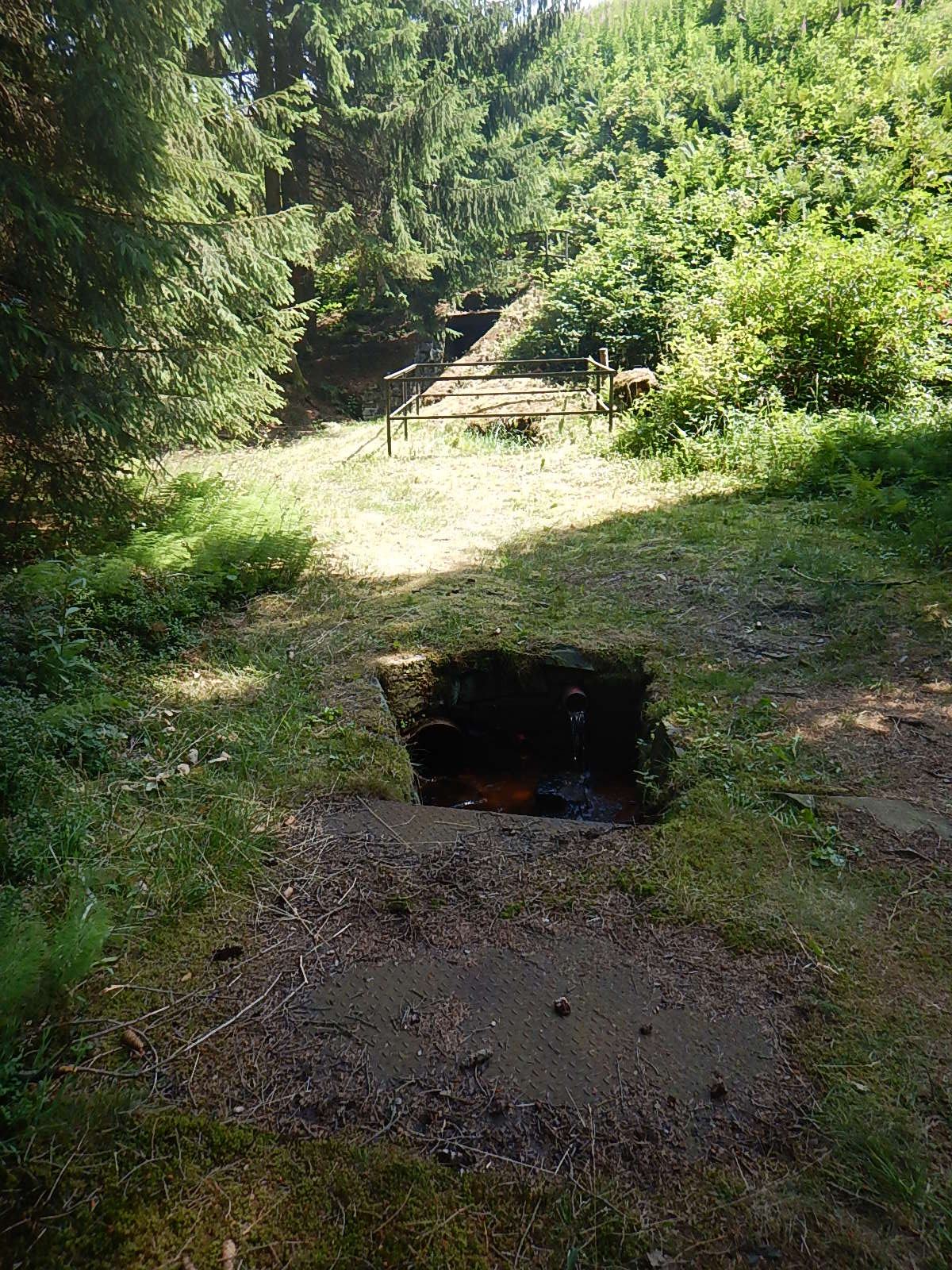
Grundablassbereich auf der Dammluftseite

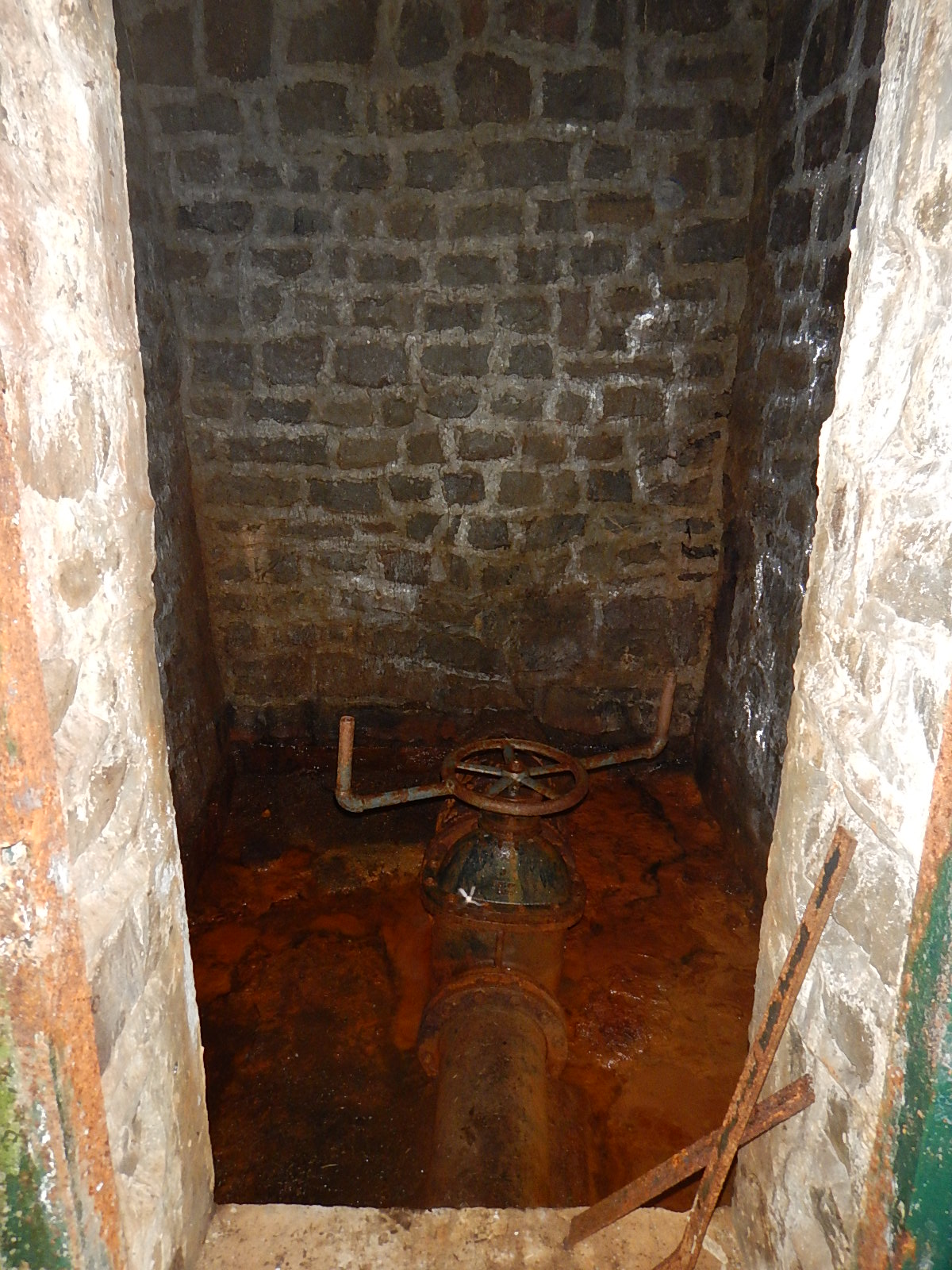
Schieberkammer am luftseitigen Dammfuß

Der Kiefhölzer Teich ist eine historische Talsperre bei Clausthal-Zellerfeld. Er wurde im Zusammenhang mit dem Oberharzer Wasserregal von Oberharzer Bergleuten im 17. Jahrhundert angelegt und gehört zu den Oberharzer Teichen. Wie alle Bauwerke des Oberharzer Wasserregals ist auch der Kiefhölzer Teich seit dem Jahr 2010 Bestandteil des UNESCO-Weltkulturerbes Bergwerk Rammelsberg, Altstadt von Goslar und Oberharzer Wasserwirtschaft.

## Lage
Der Teich liegt etwa 1,5 Kilometer nordöstlich des Clausthal-Zellerfelder Stadtteils Zellerfeld. Er befindet sich im Gebiet des Spiegelbaches im Einzugsgebiet der Innerste. Etwa einen Kilometer weiter nordöstlich liegt die abgelegene kleine Siedlung Festenburg. Sowohl Grundablass, als auch Hochwasserentlastung (Ausflut) leiten das Wasser in den Zellerfelder Kunstgraben, der es bis zu den Zellerfelder Bergwerken weiterführt.
Unterhalb des Teiches befindet sich im natürlichen Einzugsgebiet der Untere Kellerhalsteich sowie der Obere- und der Untere Spiegeltaler Teich. Etwa 15 Kilometer Fließstrecke weiter befindet sich die Innerstetalsperre.

## Beschreibung
Der Staudamm wurde als Erdbauwerk, das heißt mit einer Erd- und Felsschüttung, erstellt. Dieses Dammschüttmaterial wurde örtlich gewonnen und ist von überwiegend steiniger Substanz. Die Dichtung besteht aus Rasensoden und verläuft entlang der wasserseitigen Böschung.
Die Hochwasserentlastungsanlage ist als Betonbauwerk im Stile der 1970er Jahre konstruiert. Aufgrund seiner Dammhöhe und seines Stauvolumens ist er als Talsperre gemäß Niedersächsischem Wassergesetz einzuordnen. 

## Bauwerkshistorie
Das Bauwerk muss vor 1671 errichtet worden sein. Offensichtlich hat es spätestens beim Probestau Komplikationen gegeben, denn in den Archiven ist noch ein Verhör des zuständigen Bauleiters über die angelegte Sorgfalt bei den Arbeiten dokumentiert.
Der Teich wurde errichtet, um die Bergwerke in Zellerfeld mit Aufschlagwasser zu versorgen. Dies erfolgte über den Zellerfelder Kunstgraben.
Im Bereich des Zellerfelder Kunstgrabens sind auch Reste eines alten Pumpwerkes zu erkennen, dessen Zweck heute unklar ist. Möglicherweise diente es mit zur Wasserversorgung des Werkes Tanne.
Zu Beginn des 20. Jahrhunderts stellte sich der Teichdamm als ein Damm alter Bauform (Dichtung an der wasserseitigen Böschung) dar, der nach 1714 zur neuen Bauform mit einem Striegelschacht in Dammmitte umgebaut worden ist. Um 1940 wurde diese historische Striegelanlage außer Betrieb genommen und ein Graugussmuffenrohr DN 350 im hydraulischen Rohrvortrieb durch den Damm eingebaut. Dieser neue Grundablass wird in einer Schieberkammer am luftseitigen Dammfuß betätigt.
In den 1970er Jahren erfolgte die Erneuerung der Hochwasserentlastungsanlage (Ausflut) in Form eines reinen Betonbauwerkes. 1995 wurden Sanierungsarbeiten an diesem Bauwerk durchgeführt. 1995/1996 wurden aufgrund unerklärlicher Durchlässigkeiten Verpressarbeiten am Damm, Bereich Grundablass durchgeführt. Im Jahr 2007 wurden im Zusammenhang mit den immer wieder festgestellten Durchlässigkeiten 600 m³ Ziegelton im Bereich des linken Hanges eingebaut.

## Einzugsgebiet, Wasserwirtschaft
Das natürliche Einzugsgebiet des Teiches ist mit 0,38 km² sehr klein. Jedoch erhält der Teich weiteren Zulauf über den Zankwieser Grundgraben (auch Kahleberger Bruchgraben genannt) aus dem 0,36 km² großen Bereich des Zankwieser Teiches. Bis in die 1980er Jahre führte auch der Untere Schalker Graben Wasser aus dem Einzugsgebiet der Okertalsperre zu; diese Nutzung darf heute, nach Stilllegung der Bergbaus und der Wasserkraftnutzung aus wasserrechtlichen Gründen nicht mehr erfolgen.
Aufgrund hydraulischer Engpässe im Bereich der Untermühle wird die Anlage als Hochwasserschutzteich gefahren. Das heißt, dass der Wasserspiegel aus Hochwasserschutzgründen mittels des Grundablasses immer auf etwa 0,5 Meter unterhalb des Überlaufniveaus gehalten wird. Zu einem Überlauf über die Hochwasserentlastungsanlage kommt es dank des guten Ausbaugrades selten.

## Freizeitnutzung
Aufgrund seiner flachen Ufer ist der Kiefhölzer Teich schon lange auch als Freizeit- und Badeteich beliebt. In den 1970er Jahren erfolgte hier die Anlage von zwei großen Parkplätzen östlich des Teiches und die Anlage eines Abenteuer- und Freizeitparkes. Hier hat besonders die Waldarbeiterschule Münchehof umfangreiche Holzgeräte, unter anderem auch ein „Indianerfort“ aus Palisaden errichtet. Die Anlage war bei Familien sehr beliebt. Anfang der 1990er Jahre verschwanden die Spielgeräte teils wegen Verfall, teils aufgrund von Vandalismus durch gewaltbereite feiernde Gruppen. Geblieben sind einige Grillplätze und zum Baden ausreichende Liegewiesen. Der Parkplatz und die Nutzung des Teiches ist weiterhin kostenlos.